# جبورين
قرية جبورين
تقع هذه القرية على بعد 19 كم عن مدينة حمص إلى الغرب من مدينة تلبيسة بحدود 7 كم، على ضفاف نهر العاصي، ويبلغ عدد سكانها بحدود 4 آلاف نسمة تقريباً، يعمل أغلب سكانها في الزراعة وعدد منهم في دوائر الدولة، فيها مدرسة ثانوية وأخرى ابتدائية.